# آیونهو (مینه‌سوتا)
آیونهو، مینه‌سوتا (به انگلیسی: Ivanhoe, Minnesota) یک شهر در ایالات متحده آمریکا است که در شهرستان لینکولن واقع شده‌است.

## خصوصیات
آیونهو ۲٫۳۳ کیلومترمربع مساحت و ۵۵۹ نفر جمعیت دارد و ۵۰۹ متر بالاتر از سطح دریا واقع شده‌است.